# Dicranomyia amblymorpha
Dicranomyia amblymorpha är en tvåvingeart som först beskrevs av Alexander 1968.  Dicranomyia amblymorpha ingår i släktet Dicranomyia och familjen småharkrankar. Inga underarter finns listade i Catalogue of Life.